# Aldo Aureggi
Aldo Aureggi   (Roma, 6 d'octubre de 1931 - Roma, 21 d'agost de 2020) fou un tirador d'esgrima italià, especialista en floret, que va competir durant la dècada de 1950.
El 1960 va prendre part en els Jocs Olímpics d'Estiu de Roma, on guanyà la medalla de plata en la prova del floret per equips del programa d'esgrima.
En el seu palmarès també destaca una medalla de bronze al Campionat del món d'esgrima de 1957. El 1959 guanyà el campionat italià de floret.